# Hound Dog Taylor
Theodore Roosevelt "Hound Dog" Taylor (12 de abril de 1915 - 17 de dezembro de 1975) foi um guitarrista e cantor norte americano de blues.

## Biografia
"Hound Dog Taylor" nasceu em Natchez, Mississippi em 1915 (algumas fontes citam 1917). Originalmente tocava piano, mas começou a tocar guitarra quando tinha 20 anos. Se mudou para Chicago em 1942.
Começou a se dedicar somente à música por volta de 1957, mas permaneceu desconhecido fora da área de Chicago onde tocava em pequenos bares em bairros de população negra e ao ar livre no mercado da Maxwell Street. Tornou-se famoso por sua maneira de tocar slide na guitarra elétrica (fortemente influenciado por Elmore James), sua guitarra barata da marca japonesa Teisco, e por suas batidas roucas de boogie. Ele também se tornou conhecido entre guitarristas por ter seis dedos na mão esquerda.
Depois de escutar Taylor e sua banda, o HouseRockers (Brewer Philips na segunda guitarra e Ted Harvey na bateria), Bruce Iglauer, que na época era apenas o funcionário da Delmark Records, tentou fechar um contrato com Hound Dog para seu patrão. Sem sucesso na tentativa pela Delmark, Iglauer criou uma pequeno selo por US$ 2 500 de uma herança e gravou o primeiro álbum de Taylor, Hound Dog Taylor and the HouseRockers, na sua inexperiente Alligator Records em 1971. Foi a primeira gravação feita pela Alligator, que hoje é uma dos maiores selos de blues. A banda ficou famosa na área de Boston, onde Taylor inspirou um jovem protegido chamado George Thorogood. O álbum Live At Joe's Place documenta uma apresentação em Boston em 1972.
O segundo lançamento, Natural Boogie, foi gravado no fim de 1973, e levou a um maior sucesso e uma turnê. Em 1975, Taylor e o HouseRockers fizeram uma turnê pela Austrália e Nova Zelândia com Freddie King, Sonny Terry e Brownie McGee. Seu terceiro álbum, Beware of the Dog, foi gravado ao vivo em 1974, mas foi lançado somente depois de sua morte. Mais lançamentos póstumos foram feitos, incluindo Genuine Houserocking Music e Release the Hound.
Hound Dog Taylor morreu de câncer no pulmão em 1975, foi enterrado no Restvale Cemetery em Alsip, Illinois.

## Discografia selecionada
- Hound Dog Taylor and the HouseRockers, 1971 (Alligator Records)
- Natural Boogie, 1974 (Alligator Records)
- Beware of the Dog!, 1976 (Alligator Records)
- Live at Florences, 1981 (JSP Records)
- Genuine Houserocking Music, 1982 (Alligator Records)
- Hound Dog Taylor, edição de luxo, 1999 (Alligator Records)
- Release the Hound, 2004 (Alligator Records)